# Canton d'Orléans-La Source
Le canton d'Orléans-La Source est une ancienne division administrative française, située dans le département du Loiret en région Centre-Val de Loire.
Le canton d'Orléans-La Source est créé en 1982, il a auparavant été inclus dans l'un des cinq anciens cantons d'Orléans.
Le canton disparaît à la suite du redécoupage de 2015.

## Histoire
Avec le décret du 25 janvier 1982, le canton d'Orléans-Saint-Marceau - La Source (ou canton d'Orléans-V) est divisé en deux cantons : le canton d'Orléans-Saint-Marceau et le canton d'Orléans-La Source.

### Liste des conseillers généraux successifs
| Période | Période | Identité            | Étiquette | Qualité                                                     |
| ------- | ------- | ------------------- | --------- | ----------------------------------------------------------- |
| 1982    | 2008    | Jean-Pierre Delport | PS        | Adjoint au maire d'Orléans (1989-2001)                      |
| 2008    | 2015    | Michel Ricoud       | PCF       | Retraité des chèques postaux Conseiller municipal d'Orléans |

### Résultats électoraux détaillés
- Élections cantonales de 2001 : Jean-Pierre Delport (PS) est élu au 2e tour avec 63,17 % des suffrages exprimés, devant Jean-Yves Fritz (DL) (36,83 %). Le taux de participation est de 50,60 % (4 569 votants sur 9 030 inscrits)[2].
- Élections cantonales de 2008 : Michel Ricoud   (PCF) est élu au 2e tour avec 64,87 % des suffrages exprimés, devant Michel  Languerre  (UMP) (35,13 %). Le taux de participation est de 57,67 % (5 175 votants sur 8 974 inscrits)[3].

## Géographie

### Composition
Le canton d'Orléans-La Source se compose d’une fraction de la commune d'Orléans. Il compte 18 219 habitants (population municipale) au 1er janvier 2012.
| Nom                 | Code Insee | Intercommunalité  | Population (dernière pop. légale)                |
| ------------------- | ---------- | ----------------- | ------------------------------------------------ |
| Orléans (chef-lieu) | 45234      | Orléans Métropole | Fraction : 18 219(2012) Commune : 114 977 (2014) |

### Démographie
En 2012, le canton comptait 18 219 habitants.
| 1982 | 1990   | 1999   | 2006   | 2011   | 2012   |
| ---- | ------ | ------ | ------ | ------ | ------ |
| -    | 21 968 | 21 370 | 18 941 | 18 349 | 18 219 |